# Thomas Gamble Pitcher

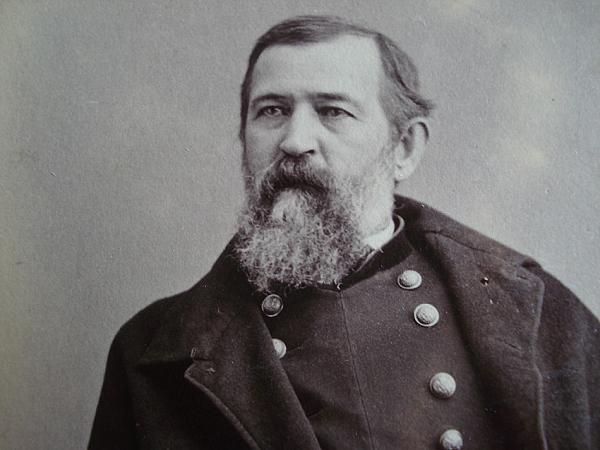
Thomas Gamble Pitcher

Thomas Gamble Pitcher (* 23. Oktober 1824 in Rockport, Spencer County, Indiana; † 21. Oktober 1895 in Fort Bayard, New-Mexico-Territorium) war ein Brigadegeneral der Union Army. Er war unter anderem auch als Superintendent Leiter der Militärakademie West Point.
Thomas Pitcher war der Sohn eines Richters. Zwischen 1841 und 1845 absolvierte er die US-Militärakademie West Point. Nach seinem Abschluss wurde er als Leutnant der Infanterie der United States Army zugeteilt. In der Folge nahm er am Mexikanisch-Amerikanischen Krieg teil. Als Angehöriger des 5. Infanterie-Regiments war er in den Jahren 1845 und 1846 in Texas eingesetzt. Im Verlauf des Krieges nahm er an mehreren Schlachten teil. Dazu gehörten unter anderem die Schlacht von Palo Alto (8. Mai 1846), die Schlacht von Monterrey (September 1846), die Belagerung von Vera Cruz (März 1847) sowie die Einnahme von Mexiko-Stadt im September 1847.
Nach dem Ende dieses Krieges wurde Thomas Pitcher zum 8. Infanterie-Regiment versetzt. Er diente zunächst als Quartiermeister in den Jefferson Barracks südlich von St. Louis in Missouri. In den 1850er Jahren war er mit seiner Einheit in verschiedenen Garnisonen in Texas und im Jahr 1859 auch in Fort Smith in Arkansas stationiert.
Anschließend nahm Pitcher sowohl als Offizier der regulären Armee als auch der Union Army am Bürgerkrieg teil. Er war an der Schlacht um Harpers Ferry (Juni 1862) und der Schlacht am Cedar Mountain (September 1862) beteiligt. Bei der letztgenannten Schlacht wurde er schwer verwundet und musste bis zum Januar 1863 Erholungsurlaub nehmen. Danach war er in verschiedenen Verwaltungspositionen und Garnisonen in den Nordstaaten, weitab vom Kriegsgeschehen eingesetzt. Während seiner aktiven Zeit erreichte er den Rang eines Brigadegenerals der Union Army. In der regulären Armee wurde er nach dem Krieg wieder zurückgestuft, behielt aber den Rang eines Brevet-Brigadegenerals.
Zwischen 1866 und 1870 leitete Thomas Pitcher als Nachfolger von George Washington Cullum die Militärakademie in West Point. In dieser Zeit war die Akademie zunächst umstritten, weil viele frühere Absolventen ihre hier erworbenen Fähigkeiten im Bürgerkrieg als Offiziere der Konföderation gegen die Union teilweise sehr erfolgreich angewendet hatten. Daher war es auch eine schwere Entscheidung, Kadetten aus den vormals Konföderierten Staaten wieder zur Akademie zuzulassen. Im Jahr 1868, also während der Amtszeit von Thomas Pitcher, wurden dann erstmals seit Beginn des Bürgerkriegs wieder Kadetten aus einigen Südstaaten in West Point aufgenommen. Am Ende seiner Amtszeit in West Point wurde auch erstmals die Aufnahme von Afroamerikanern in die Akademie erwogen.
Zwischen 1870 und 1877 leitete Thomas Pitcher das Soldiers' Home in der Nähe von Washington, D.C. Anschließend nahm er einen langen Urlaub. Im Jahr 1878 war er für kurze Zeit in Omaha an einem Militärgericht tätig. Dann ging er in den Ruhestand.
Pitcher war mit Mary J. Bradley (1832–1894) verheiratet, mit der er zwei Kinder hatte. Er starb am 21. Oktober 1895, zwei Tage vor seinem 71. Geburtstag, in Fort Bayard im heutigen Grant County des Bundesstaates New Mexico an Tuberkulose und wurde auf dem Nationalfriedhof Arlington beigesetzt.